# 서신도서관
서신도서관은 전북특별자치도 전주시에 있는 공립 도서관이다.

## 연혁
- 2008년 11월 10일 개관.